# وزارت فرهنگ استونی
وزارت فرهنگ استونی (به استونیایی: Eesti Kultuuriministeerium) یک وزارت در دولت استونی است که مسئول اجرا و سازماندهی امور و سیاست‌های فرهنگی کشور استونی است.

## ساختار وزارت‌خانه
این وزارت‌خانه توسط وزیری اداره می‌شود که با معاونین عالی در زمینه هنرهای زیبا، میراث فرهنگی، روابط بین‌الملل و تنوع فرهنگی و ورزش ارتباط برقرار می‌کند. این وزارت‌خانه مسئول ایجاد شرایط مناسب قانونی و مالی برای ارتقا و توسعه فرهنگ استونی، میراث فرهنگی و ورزش است.

حوزه‌هایی که وزارت فرهنگ مسئول آن هستند عبارتند از:
- ادبیات و نشر
- تئاتر
- موسیقی
- هنرهای زیبا
- سینما
- هنر محلی
- موزه‌ها
- کتابخانه‌ها
- میراث فرهنگی
- صنایع خلاق
- سیاست پخش سمعی و بصری
- حقوق همسایگی و حق تکثیر
- ورزش

## فهرست وزیران
| #  | نام             | شروع           | پایان          | حزب                         |
| -- | --------------- | -------------- | -------------- | --------------------------- |
| ۱  | یاک آلیک        | ۱ ژانویه ۱۹۹۶  | ۲۵ مارس ۱۹۹۹   | Estonian Coalition Party    |
| ۲  | سیگنه کیوی      | ۲۵ مارس ۱۹۹۹   | ۲۹ اوت ۲۰۰۲    | حزب اصلاحات استونی          |
| ۳  | Margus Allikmaa | ۳ سپتامبر ۲۰۰۲ | ۱۰ آوریل ۲۰۰۳  | حزب اصلاحات استونی          |
| ۴  | اورماس پائت     | ۱۰ آوریل ۲۰۰۳  | ۱۳ آوریل ۲۰۰۵  | حزب اصلاحات استونی          |
| ۵  | Raivo Palmaru   | ۱۳ آوریل ۲۰۰۵  | ۵ آوریل ۲۰۰۷   | حزب مرکزی استونی            |
| ۶  | لاینه راندیارو  | ۵ آوریل ۲۰۰۷   | ۶ آوریل ۲۰۱۱   | حزب اصلاحات استونی          |
| ۷  | رین لانگ        | ۶ آوریل ۲۰۱۱   | ۴ دسامبر ۲۰۱۳  | حزب اصلاحات استونی          |
| ۸  | اوروه تیدوس     | ۴ دسامبر ۲۰۱۳  | ۹ آوریل ۲۰۱۵   | حزب اصلاحات استونی          |
| ۹  | ایندرک سار      | ۹ آوریل ۲۰۱۵   | ۲۹ آوریل ۲۰۱۹  | حزب سوسیال دموکراتیک استونی |
| ۱۰ | تونیس لوکاس     | ۲۹ آوریل ۲۰۱۹  | ۲۶ ژانویه ۲۰۲۱ | ایساما                      |
| ۱۱ | آنلی اوت        | ۲۶ ژانویه ۲۰۲۱ | ۳ نوامبر ۲۰۲۱  | حزب مرکزی استونی            |
| ۱۲ | تیت تریک        | ۸ نوامبر ۲۰۲۲  | ۳ ژوئن ۲۰۲۲    | حزب مرکزی استونی            |
| ۱۳ | Piret Hartman   | ۱۸ ژوئیه ۲۰۲۲  |                | حزب سوسیال دموکراتیک استونی |